# Agrostophyllum potamophila
Agrostophyllum potamophila är en orkidéart som beskrevs av Rudolf Schlechter. Agrostophyllum potamophila ingår i släktet Agrostophyllum och familjen orkidéer. Inga underarter finns listade i Catalogue of Life.